# 光明镇 (茂县)
光明镇，原为光明乡，是中华人民共和国四川省阿坝藏族羌族自治州茂县下辖的一个行政建制镇。2019年12月，撤销光明镇，将其所属行政区域划归富顺镇管辖。

## 行政区划
光明镇撤销前下辖以下地区：
马蹄村、胜利村、中心村、上关子村、明脚底村、刀溪沟村和和平村。